# نيكو براون
نيكو براون (بالفرنسية: Nico Braun)‏ (26 أكتوبر 1950 في لوكسمبورغ - ) هو لاعب كرة قدم لوكسمبورغي في مركز الهجوم. شارك مع منتخب لوكسمبورغ لكرة القدم. أما مع النوادي، فقد لعب مع شالكه 04 ونادي رويال شارلروا ونادي ميتز ويونيون لوكسمبورغ وUS Thionville Lusitanos ‏ و1. Wiener Neustädter SC ‏ وFC Minerva Lintgen ‏ وRacing FC Union Luxembourg ‏.

## وصلات خارجية
- نيكو براون على موقع الاتحاد الأوربي (الإنجليزية)
- نيكو براون على موقع قاعدة بيانات كرة القدم.إي يو (الإنجليزية)
- نيكو براون على موقع بيانات كرة القدم. دي إي (الألمانية)
- نيكو براون على موقع ناشيونال فوتبول تيمز (الإنجليزية)
- نيكو براون على موقع عالم كرة القدم.نت (الإنجليزية)